# St. Andrew's Church (Bruxelles)
 (août 2025).
Si vous disposez d'ouvrages ou d'articles de référence ou si vous connaissez des sites web de qualité traitant du thème abordé ici, merci de compléter l'article en donnant les références utiles à sa vérifiabilité et en les liant à la section « Notes et références ».
Pour les articles homonymes, voir St. Andrew's Church.
St Andrew's Church est la seule église écossaise en Belgique. Elle est située au 181 chaussée de Vleurgat à Ixelles.  

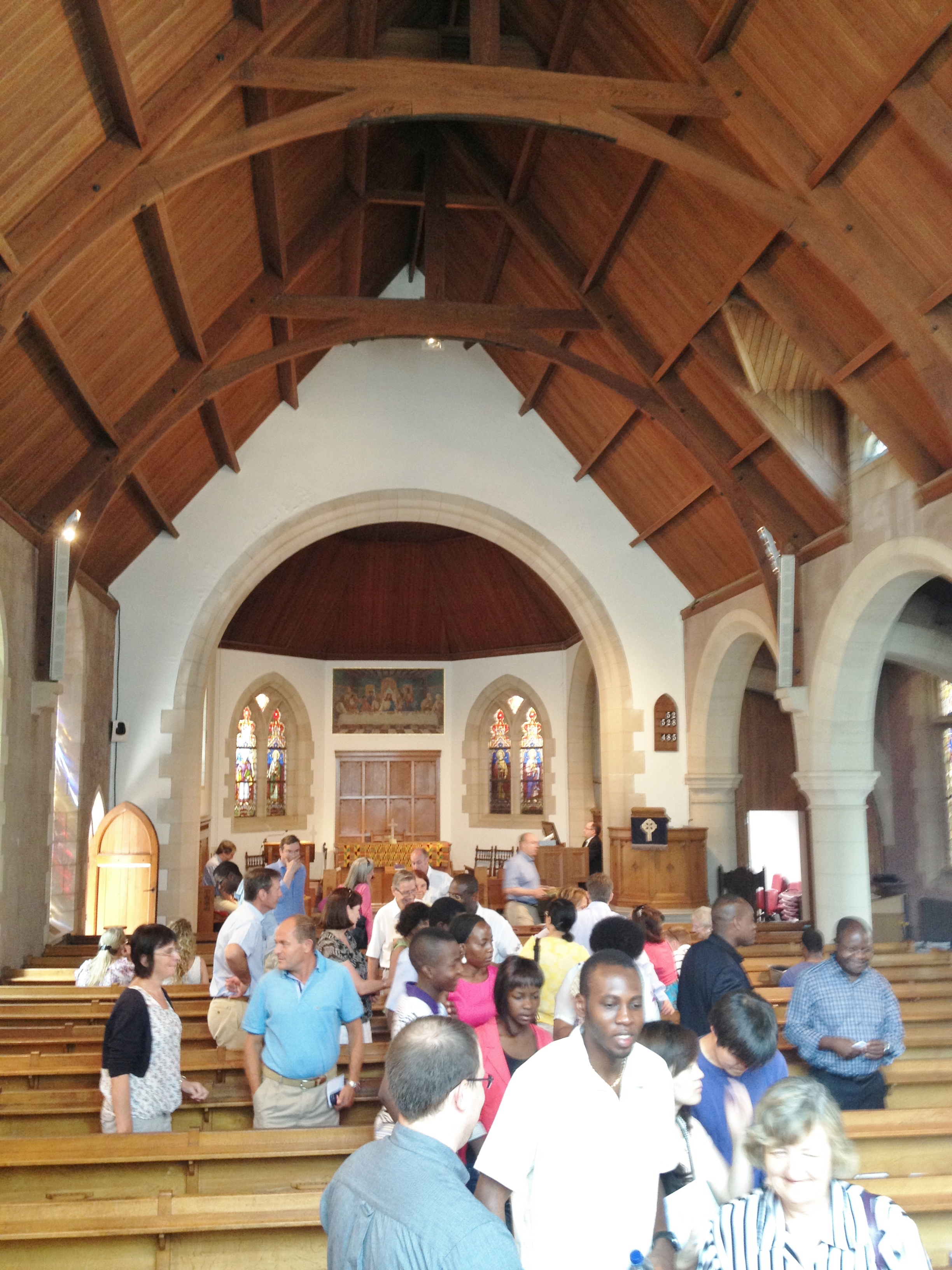
Intérieur de l’église.

C'est une église presbytérienne : elle est également membre de l'Église d'Écosse et de l'Église protestante unie de Belgique. Cultes en anglais chaque semaine - dimanche à 11h00. Pasteur : Andrew Gardner[Quand ?].